# Epsilon Tauri b
Epsilon Tauri b is een exoplaneet die in 594,9 dagen rond de rode reus Epsilon Tauri draait, op een afstand van gemiddeld 1,93 AE. Omwille van de hoge massa, ongeveer 2416 maal die van de aarde, neemt men aan dat het om een gasreus gaat.
De exoplaneet werd in 2007 ontdekt door Bunei Sato met de "radialesnelheidsmethode".